# Casey Wright
Casey Wright (* 19. Dezember 1994 in Alexandra) ist eine ehemalige australische Skilangläuferin.

## Werdegang
Wright nahm von 2012 bis 2022 vorwiegend am Skilanglauf-Australia/New-Zealand-Cup teil. Dabei holte sie 15 Podestplatzierungen, darunter fünf Siege und errang 2016 den dritten, 2018, 2019 jeweils den zweiten Platz und 2021 den ersten Platz in der Gesamtwertung. Bei den Junioren-Skiweltmeisterschaften 2013 in Liberec belegte sie den 73. Platz über 5 km Freistil, den 50. Rang im Sprint und den 14. Platz mit der Staffel und bei den Junioren-Skiweltmeisterschaften 2014 im Fleimstal den 65. Platz über 5 km klassisch, den 62. Rang im Skiathlon und den 48. Platz im Sprint. Ihre besten Platzierungen bei der Winter-Universiade 2013 im Lago di Tesero waren der 54. Platz im Skiathlon und der 14. Rang mit der Staffel. Bei den nordischen Skiweltmeisterschaften 2015 in Falun kam sie auf den 47. Platz im 30-km-Massenstartrennen, auf den 18. Rang zusammen mit Jessica Yeaton im Teamsprint und den 14. Platz mit der Staffel. Im Januar 2017 lief sie bei den U23-Weltmeisterschaften in Soldier Hollow auf den 40. Platz über 10 km Freistil und auf den 29. Rang im Sprint. Im folgenden Jahr belegte sie bei den Olympischen Winterspielen in Pyeongchang den 81. Platz über 10 km Freistil und den 63. Rang im Sprint. Letztmals international startete sie bei den Olympischen Winterspielen 2022 in Peking. Ihre besten Resultate dabei waren der 56. Platz im 30-km-Massenstartrennen und zusammen mit Jessica Yeaton der 16. Rang im Teamsprint.

## Siege bei Continental-Cup-Rennen
| Nr. | Datum           | Ort             | Disziplin       | Serie                     |
| --- | --------------- | --------------- | --------------- | ------------------------- |
| 1.  | 19. August 2018 | Falls Creek     | 5 km klassisch  | Australia/New Zealand Cup |
| 2.  | 28. Juli 2019   | Falls Creek     | 10 km Freistil  | Australia/New Zealand Cup |
| 3.  | 18. August 2019 | Perisher Valley | 5 km klassisch  | Australia/New Zealand Cup |
| 4.  | 7. August 2021  | Perisher Valley | Sprint Freistil | Australia/New Zealand Cup |
| 5.  | 8. August 2021  | Perisher Valley | 10 km klassisch | Australia/New Zealand Cup |